# Вагнер, Евгений Антонович
Евге́ний Анто́нович Ва́гнер (22 сентября 1918, село Понятовка, Тираспольский уезд, Херсонская губерния — 14 сентября 1998, Пермь) — советский и российский хирург, ректор Пермской государственной медицинской академии (1970—1995), сооснователь Кировского государственного медицинского университета, доктор медицинских наук, профессор, академик Академии медицинских наук СССР (1986), заслуженный врач РСФСР (1965), заслуженный деятель науки РСФСР (1973). Лауреат Государственной премии Российской Федерации.
Занимался научной работой в области торакальной хирургии, один из основоположников учения о травме груди. Под его руководством было подготовлено большое количество научных работ, защитили диссертации известные хирурги, в частности Г. А. Илизаров и В. Н. Перепелицын.

## Биография
Евгений Антонович Вагнер родился 22 сентября 1918 года в м. Понятовка Херсонской губернии. В 1940 году окончил лечебный факультет Одесского государственного медицинского института и был оставлен в аспирантуре. Свои первые научные работы в годы учёбы выполнил под руководством ассистента кафедры факультетской хирургии С. А. Баккала, позднее работал под руководством А. А. Росновского.
Участник Великой Отечественной войны, приступил к службе в качестве начальника хирургического отделения эвакуационного госпиталя. В сентябре 1941 года из советских граждан «неблагонадёжных» национальностей была образована так называемая трудовая армия. Всех этнических немцев вывели из состава действующей армии, и Евгений Антонович оказался в посёлке Чёрное Половодовского сельсовета Соликамского района. В период с 1941 по 1946 год был разнорабочим в Чёрном.
С 1946 года — хирург, заведующий хирургическим отделением Березниковской городской больницы. Летом 1954 года профессора С. Ю. Минкин, А. Л. Фенелонов и Н. М. Степанов почти тайно на станции Яйва приняли у Евгения Антоновича кандидатский экзамен по хирургии, так как выезд в Пермь ему как спецпереселенцу не был разрешён комендатурой. В 1956 году защитил кандидатскую диссертацию на тему «Хирургическая тактика при проникающих ранениях груди в условиях мирного времени», а в 1966 году — докторскую диссертацию на тему «Материалы к изучению закрытых травм груди мирного времени».
С 1961 года — доцент кафедры госпитальной хирургии, с 1965 года — заведующий кафедрой факультетской хирургии и одновременно проректор по научной работе ПГМИ.
С 1967 года — профессор, с 1970 по 1995 год — ректор ПГМИ (ПГМА), заведующий кафедрой госпитальной хирургии.
В 1980 году избран членом-корреспондентом, в 1986 году — действительным членом АМН СССР.
В 80-х годах Е. А. Вагнер провел сложную операцию по сохранению ноги. При взрыве газового баллона восьмилетнему мальчику, выше колена, как бритвой, срезало правую ногу.
Член правления, затем заместитель председателя Всероссийского общества хирургов, член международной ассоциации хирургов, учёного совета и совета ректоров Министерства здравоохранения РФ, редакционных советов медицинских журналов.
Умер 14 сентября 1998 года, похоронен на Северном кладбище (сектор 27) в Перми.
Супруга — патологоанатом Александра Семёновна Кивилёва. Сыновья Виктор и Александр, дочь Татьяна — врач-радиолог, кандидат медицинских наук; зять — микробиолог Владимир Коробов.

## Награды и звания
- Орден Октябрьской Революции,
- Орден Отечественной войны II степени,
- Орден Дружбы народов[13],
- Орден «Знак Почёта»,
- два Ордена Трудового Красного Знамени,
- медали.
- Заслуженный врач РСФСР (1965)
- Заслуженный деятель науки РСФСР (1973)
- Государственная премия РФ в области науки и техники (1997) — за разработку и внедрение современных концепций лечения тяжёлой сочетанной травмы груди и её осложнений.
- Почётный гражданин городов Березники, Пермь и Пермской области[1].

## Память
- Пермскому государственному медицинскому университету присвоено имя академика Е. А. Вагнера (2006).
- Памятник Евгению Антоновичу Вагнеру в Березниках, где он начинал свою трудовую деятельность (2015).
- В 2018 году сквер в Перми назван именем академика Евгения Вагнера[8].
- Памятник в Перми на ул. Глеба Успенского, 5[14]

## Основные работы
Автор около 360 научных публикаций, в том числе 19 монографий.
- Хирургическое лечение проникающих ранений груди в мирное время [Текст]. — М.: Медицина, 1964. — 191 с. : ил.; 20 см. — (Б-ка практикующего врача).
- Закрытая травма груди мирного времени. — М.: Медицина, 1969.
- Проникающие ранения груди. — М.: Медицина, 1975.
- Вагнер Е. А., Росновский А. А. О самовоспитании врача. — Пермь: Кн. изд-во, 1976. — 156 с.
- Ошибки, опасности и осложнения в легочной хирургии [Текст]. — Пермь : Кн. изд-во, 1977. — 267 с.
- Хирургия повреждений груди. — 1981.
- Раздумья о врачебном долге. — Пермь, 1986.
- Вагнер Е. А., Рогацкий Г. Г., Черешнев В. А. Патологическая физиология травмы груди. — 1990.
- Вагнер Е. А., Брунс В. А., Урман М. Г., Срыбных С. И. Грудобрюшные ранения. — 1992.
- Вагнер Е. А., Денисов А. С., Скрябин В. Л. Углеродный материал нового поколения в эндопротезировании костей и суставов. — 1993.
- Вагнер Е. А., Кабанов А. Н., Козлов К. К., Павлов В. В. Лечение бронхиальных свищей. — 1993.
- Лечение поражённых в грудь на госпитальном этапе / под ред. Е. А. Вагнера. — 1994.